# Nicolas Coutelot
Nicolas Coutelot, né le 9 février 1977 à Strasbourg, est un ancien joueur de tennis professionnel français.

## Carrière
Son père Jean-Claude, entraineur au club de l'ASPTT de Nice, commence à lui apprendre le tennis à 2 ans et demi. Il a été membre du TC Melun et s'est entraîné au TETC Bob-Brett à Montreuil.
Dans ses trois participations à Roland-Garros, il a su à chaque fois élever son niveau de jeu. En 2001 (invité WC), il bat Marcelo Ríos et dispute un match très disputé mais qu'il perd contre Wayne Arthurs no 59 en 4 tie-break 6-75, 7-65, 6-75, 6-74 ; le match s'est joué sur deux jours, avant l'interruption Coutelot menait 4-2 dans le 4e set.
En mai 2002, alors qu'il vient juste d'atteindre ce qui restera le meilleur classement de sa carrière, la 87e place, il passe Stefan Koubek no 39 6-4, 6-4, 6-4 au premier tour et affronte Juan Carlos Ferrero no 11. Il perd le match en 5 sets après avoir mené 2 sets à 1, 2-6, 7-5, 6-1, 2-6, 0-6. Coutelot se plaindra ensuite que Ferrero simulait une blessure pour le déstabiliser, il ne le savait pas mais l'Espagnol s'était blessé la veille à l'entrainement, ce qu'avaient vu tous les journalistes.
Et enfin en 2003, il réalise sa meilleure performance en Grand-Chelem en atteignant les 1/16 de finales en battant notamment le no 8 mondial David Nalbandian en 5 sets, alors qu'il n'avait joué jusqu'alors qu'un seul 5e set, l’année d'avant, perdu 0-6 contre Ferrero. Mais ensuite contre Arnaud Clément, il manque de fraîcheur car il sort des qualifications et joue aussi le double mixte, il perd 4-6, 3-6, 2-6.
Hormis Nalbandian à Roland Garros, il a affronté un autre top 10 dans sa carrière, le no 1 mondial Lleyton Hewitt au premier tour de l'US Open en 2002, défaite 2-6, 3-6, 3-6. En 2002, il atteint les demi-finales de Vina del Mar au Chili et perd contre Fernando González 3-6, 3-6. Il joue une fois dans le tableau principal d'un Masters 1000, à Monte Carlo, il passe un tour et perd contre Jiri Novak 6-3, 2-6, 3-6. À Acapulco en 2003, il rate 3 balles de matchs contre Gustavo Kuerten, 28e mondial, (7-62, 6-710, 2-6). Il compte des victoires sur quelques joueurs notables : Mikhail Youzhny, Mariano Puerta, David Nalbandian, Sergi Bruguera, Richard Gasquet, Marc Rosset.
En simple, il a remporté 3 tournoi Challenger et 9 tournois Future.
En 2004, il est suspendu 2 mois pour consommation de cannabis après un contrôle lors des qualifications de Viña del Mar.
Entre autres, il a joué en mixte avec Émilie Loit et en double Dick Norman, Andy Ram et Arnaud Clément.
Il met fin à sa carrière en 2008 à cause de blessures récurrentes.

## Parcours en Grand Chelem
| Année | Open d'Australie | Open d'Australie  | Internationaux de France | Internationaux de France | Wimbledon       | Wimbledon     | US Open         | US Open        |
| ----- | ---------------- | ----------------- | ------------------------ | ------------------------ | --------------- | ------------- | --------------- | -------------- |
| 1998  | —                | —                 | Q2                       | Michael Sell             | —               | —             | —               | —              |
|       |                  |                   |                          |                          |                 |               |                 |                |
| 2000  | —                | —                 | Q1                       | Jacobo Díaz              | Q1              | G. Galimberti | —               | —              |
| 2001  | —                | —                 | 3e tour (1/16)           | Wayne Arthurs            | —               | —             | —               | —              |
| 2002  | —                | —                 | 2e tour (1/32)           | Juan Carlos Ferrero      | 1er tour (1/64) | Adrian Voinea | 1er tour (1/64) | Lleyton Hewitt |
| 2003  | Q1               | K. Economidis     | 2e tour (1/32)           | Arnaud Clément           | —               | —             | —               | —              |
| 2004  | Q2               | Michel Kratochvil | Q1                       | Julien Jeanpierre        | —               | —             | —               | —              |

N.B. : à droite du résultat se trouve le nom de l'ultime adversaire.

## Palmarès et performances

### Titres en simple entournois Challenger
- 2000 : Scheveningen, terre battue, bat Martín Rodríguez (6-3, abandon).
- 2000 : Aschaffenburg, terre battue, bat Luis Horna (62-7, 6-3, 6-1).
- 2004 : Rome, terre battue, bat Guillermo García-López (5-7, 7-5, 6-2).

### Victoire contre des joueurs du top 50
- 2001 : Marcelo Ríos no 39 (6-3, 6-4, 6-4) Roland Garros
- 2002 : David Nalbandian no 44 (7-5, 6-1) Acapulco
- 2002 : Stefan Koubek no 39 (6-4, 6-4, 6-4) Roland Garros
- 2003 : David Nalbandian no 8 (6-3, 6-3, 4-6, 2-6, 6-1) Roland Garros

## Après carrière
Il se dirige dès sa fin de carrière vers le métier d’entraîneur. Il entraîne des joueurs comme Augustin Gensse ou Olivia Sanchez.
En 2012, il devient entraîneur au pole France de Boulouris jusqu'en juin 2013.
Il devient ensuite l’entraîneur personnel d'un jeune joueur, Corentin Moutet avec qui la collaboration stoppe en avril 2015.
À l'été 2015, il devient l’entraîneur d'Enzo Couacaud
Il a un fils, Gaspard, né en décembre 2013.
Se qualifie le 8 février 2015 pour la phase finale des championnats de France par équipes +35 ans avec son club le Tennis Club de Paris, à la tête d'une équipe de barjots plus connue sous l'appellation les "Fisters".